# Ramsbytjärnen
Ramsbytjärnen är en sjö i Bengtsfors kommun i Dalsland och ingår i Göta älvs huvudavrinningsområde. Sjön är 4,5 meter djup, har en yta på 0,624 kvadratkilometer och befinner sig 93,2 meter över havet. Sjön avvattnas av vattendraget Tassbyälven (Kesnacksälven).

## Delavrinningsområde
Ramsbytjärnen ingår i det delavrinningsområde (656983-128155) som SMHI kallar för Utloppet av Ramsbytjärn. Medelhöjden är 137 meter över havet och ytan är 4,61 kvadratkilometer. Räknas de 18 avrinningsområdena uppströms in blir den ackumulerade arean 60,49 kvadratkilometer. Tassbyälven (Kesnacksälven) som avvattnar avrinningsområdet har biflödesordning 3, vilket innebär att vattnet flödar genom totalt 3 vattendrag innan det når havet efter 223 kilometer. Avrinningsområdet består mestadels av skog (65 procent) och jordbruk (12 procent). Avrinningsområdet har 0,61 kvadratkilometer vattenytor vilket ger det en sjöprocent på 13,2 procent.